# Jagodnoje (Kaliningrad, Polessk)
Jagodnoje (russisch Я́годное, deutsch bis 1938 Bittehnen, 1938–1945 Biehnendorf (Ostpr.), litauisch Bitėnai) ist eine Siedlung in der russischen Oblast Kaliningrad. Sie gehört zur kommunalen Selbstverwaltungseinheit Stadtkreis Polessk im Rajon Polessk.

## Geographische Lage
Jagodnoje liegt 28 Kilometer südöstlich der Rajonstadt Polessk an der Föderalstraße A216 (ehemalige deutsche Reichsstraße 138, heute auch Europastraße 77). Eine Bahnanbindung besteht nicht.

## Ortsname
Der Name Bittehnen leitet sich vermutlich vom altpreußischen Familiennamen Bitene, Bytenne ab, die eine Bildung zu altpreußisch bitte „Biene“ als Berufsbezeichnung „Imker“ oder „Zeidler“ darstellen. Die Schreibweise des Ortsnamens ab 1938 wich jedoch davon ab.

## Geschichte
Das damalige Bittehnen war vor 1945 ein sehr verstreut liegendes Dorf. Der Ort gehörte bis 1945 zum Amtsbezirk Klein Baum (der Ort existiert nicht mehr) im Landkreis Labiau in Ostpreußen und zum Amtsgerichtsbezirk Mehlauken. Am 3. Juni 1938 wurde Bittehnen aus ideologischen Gründen der Auslöschung fremdländisch klingender Ortsnamen in „Biehnendorf (Ostpr.)“ umbenannt.
Im Jahr 1945 kam der Ort mit dem nördlichen Ostpreußen zur Sowjetunion. Im Jahr 1947 erhielt er den russischen Namen Jagodnoje und wurde gleichzeitig dem Dorfsowjet Salessowski selski Sowet im Rajon Bolschakowo zugeordnet. Seit 1965 gehört der Ort zum Rajon Polessk. Von 2008 bis 2016 gehörte Jagodnoje zur Landgemeinde Salessowskoje selskoje posselenije und seither zum Stadtkreis Polessk.

### Einwohnerentwicklung
| Jahr | Einwohner |
| ---- | --------- |
| 1910 | 404       |
| 1933 | 379       |
| 1939 | 351       |
| 2002 | 17        |
| 2010 | 22        |

## Kirche
Mehrheitlich war die Bevölkerung Bittehnens resp. Biehnendorfs vor 1945 evangelischer Konfession. Gepfarrt war der Ort nach Popelken (ab 1938 Markthausen, seit 1946: Wyssokoje) im Kirchenkreis Labiau in der Kirchenprovinz Ostpreußen der Kirche der Altpreußischen Union. Heute liegt Jagodnoje im Einzugsbereich der evangelisch-lutherischen Gemeinde in Bolschakowo, einer Filialgemeinde der Salzburger Kirche in Gussew (Gumbinnen) in der Propstei Kaliningrad der Evangelisch-lutherischen Kirche Europäisches Russland.